# Conognatha inornata
Conognatha inornata es una especie de escarabajo del género Conognatha, familia Buprestidae. Fue descrita científicamente por Rothkirch en 1912.